# Park Kamezuka
Park Kamezuka (jap. 亀塚公園 Kamezuka Kōen) – mały park położony w dzielnicy Minato, Mita 4-chome, Tokio.
Park jest placem zabaw dla dzieci. 
Na terenie parku odkryte zostały konstrukcje z okresu Jōmon. Zniszczony był tylko raz, w 1945 roku, podczas nalotów bombowych na Tokio. Odbudowa trwająca 27 lat skończyła się w 1972 i jeszcze w tym samym roku, dnia 3 listopada park został ponownie otwarty.

## Otoczenie parku
Kamezuka znajduje się w pobliżu buddyjskiej świątyni Saikai-ji i chramu shintō Mita Hachiman.

## Galeria

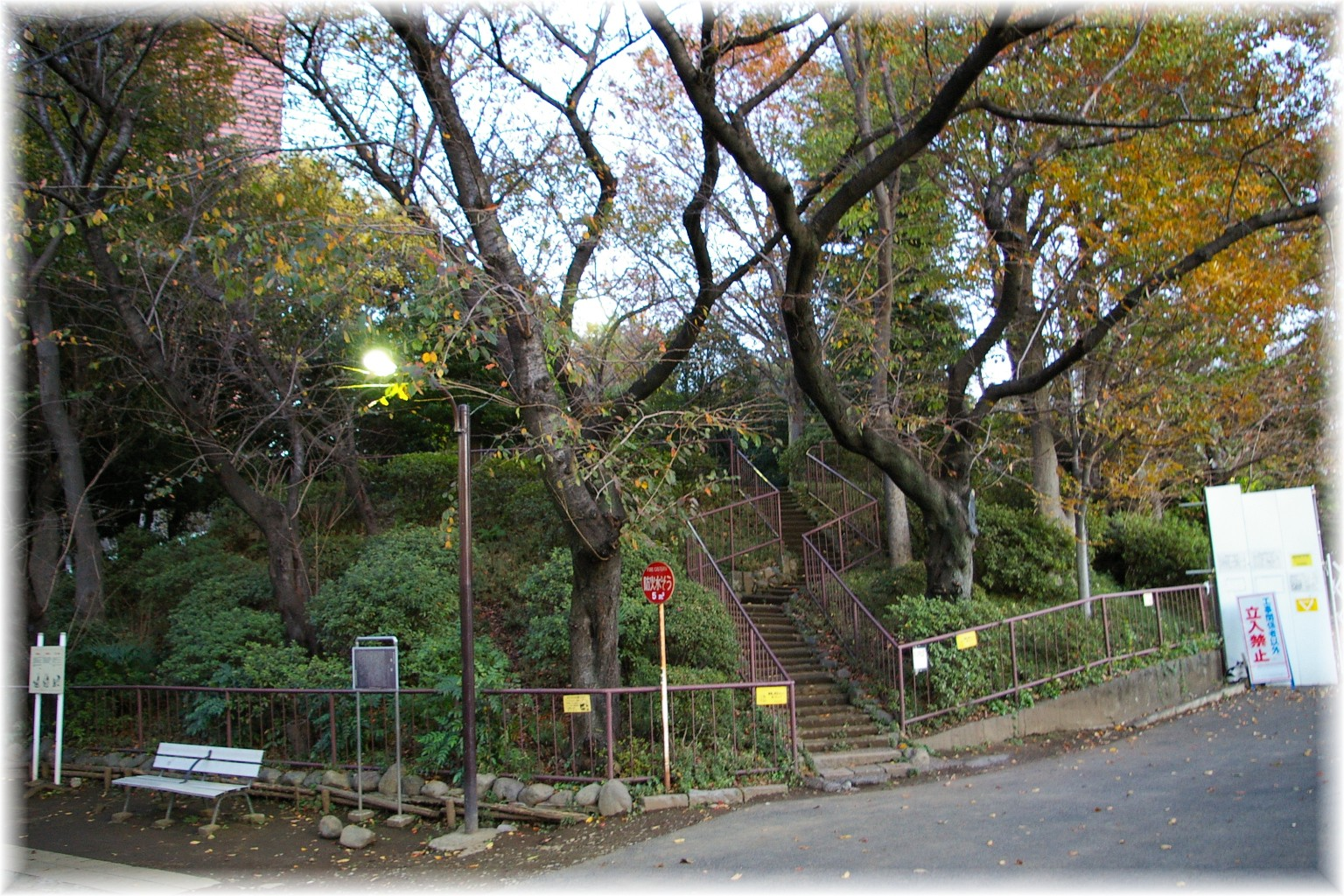
Kopiec na terenie parku
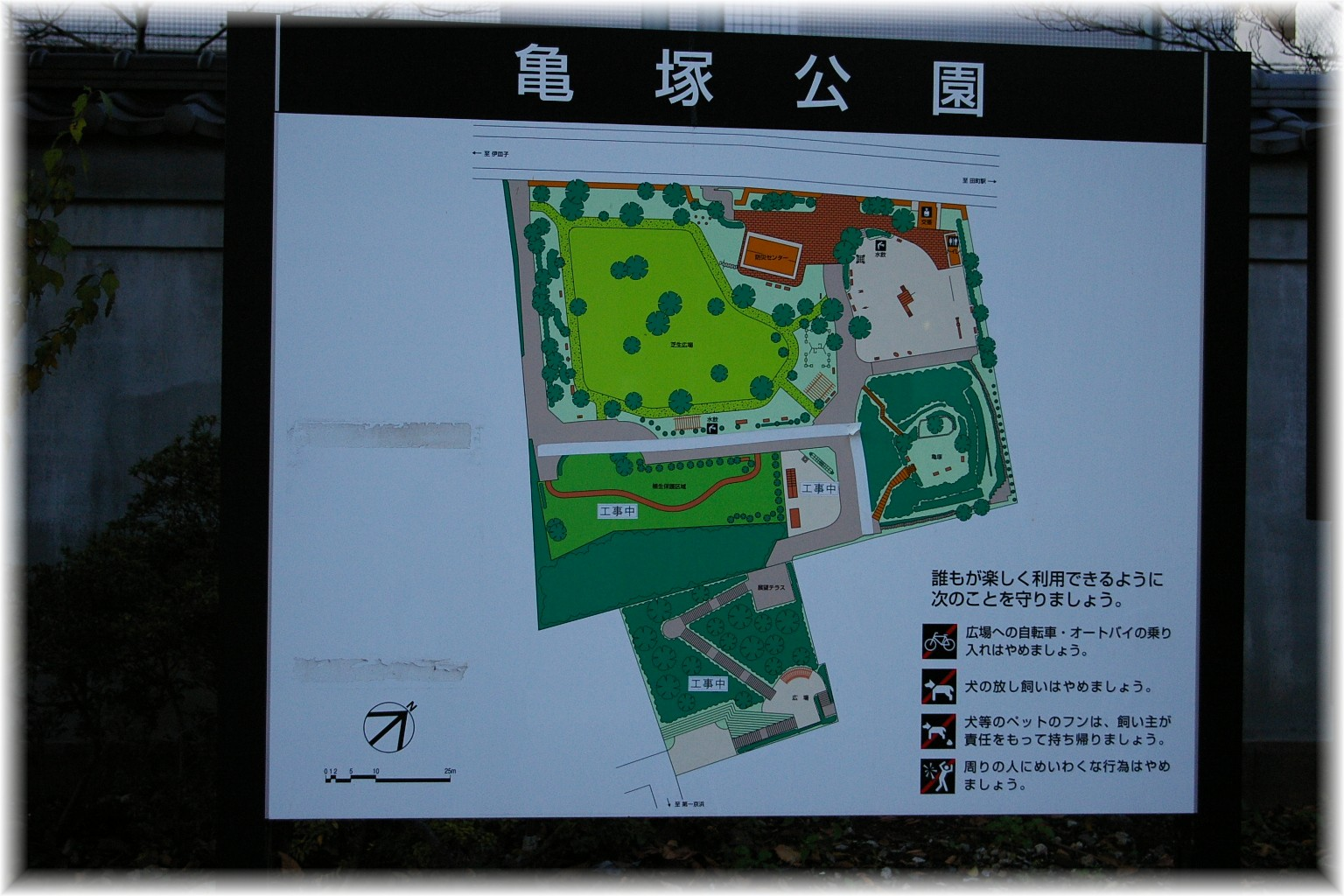
Mapa parku
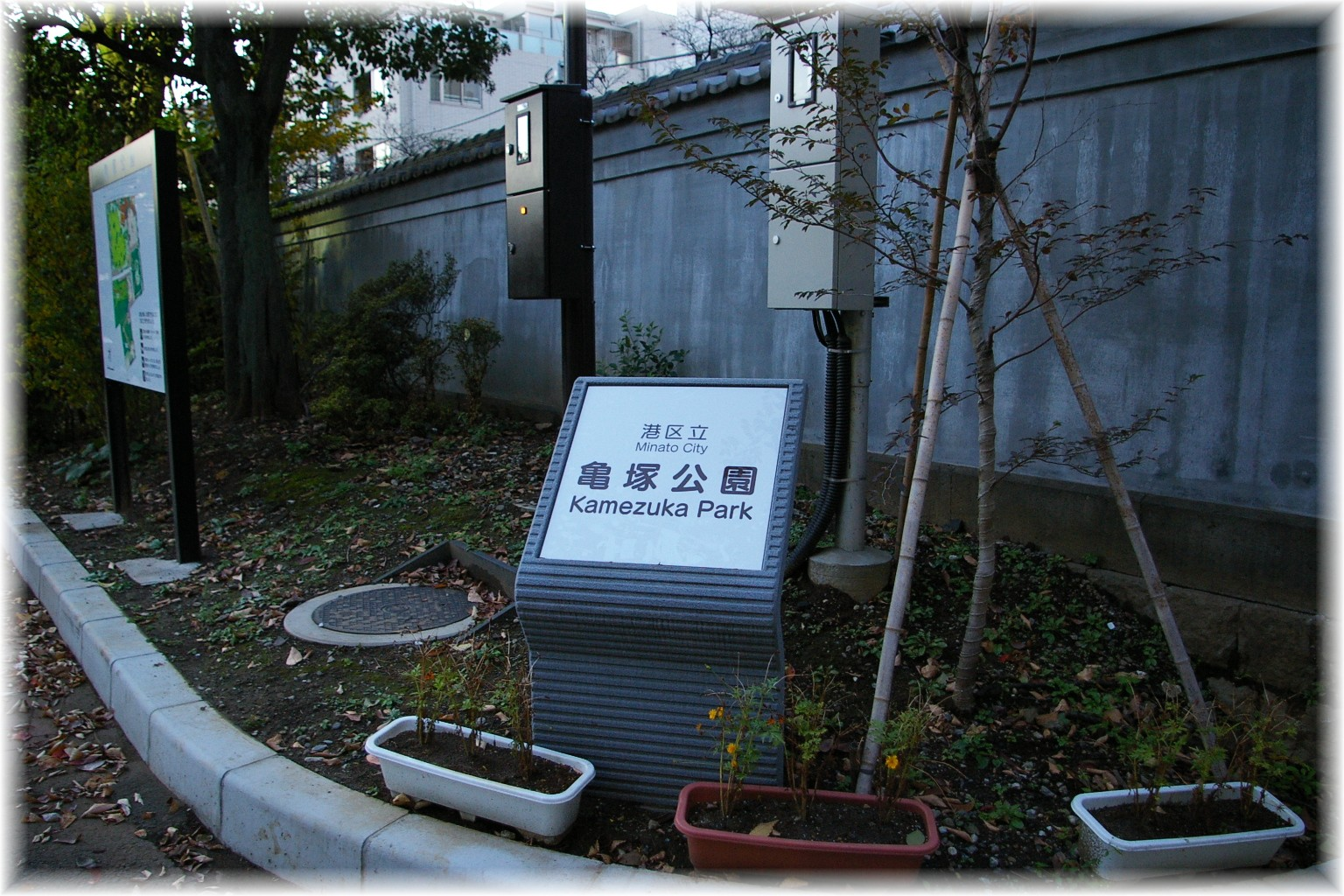
Brama wejściowa do parku